# Nadejda Allilueva
Nadejda Allilueva (n. 22 septembrie 1901, Bakı, gubernia Baku⁠(d), Imperiul Rus – d. 9 noiembrie 1932, Moscova, RSFS Rusă, URSS) a fost a doua soție a lui Iosif Vissarionovici Stalin.
Nadejda Sergheevna Allilueva (în limba rusă Надежда Сергеевна Аллилуева) a fost fiica unei familii de evrei, revoluționarul Serghei Alliluiev și soția sa, Olga. Nadejda l-a înâlnit prima oară pe Stalin în copilărie, pe când acesta se ascundea în casa părinților fetei de poliție, după ce evadase din închisoare, în 1908. După revoluție, se pare că Stalin a fost cel care a adus-o în capitală și a plasat-o ca secretară a lui Lenin, unde a avut acces la cele mai importante documente secrete ale liderului bolșevic.
Nadejda s-a căsătorit cu Stalin în 1919, când cel care i-a devenit soț avea deja 39 de ani. Conform mărturiilor prietenei Nadejdei, Polina Molotov, la scurtă vreme după începerea vieții în doi, căsătoria lor a devenit încordată, soții având deseori certuri grele. La paisprezece ani de la căsătorie, ea a fost găsită moartă în camera ei, cu un pistol alături, după toate aparențele ca urmare a unui act sinucigaș. A fost înmormântată în cimitirul Novodevici.
Circumstanțele morții Nadejdei Alleluieva rămân puțin cunoscute. Tânăra soție a lui Stalin a participat la demonstrația organizată în Piața Roșie cu ocazia sărbătoririi  Victoriei Marii Revoluții Socialiste din Octombrie, alături de colegii și profesorii de la facultate, (împreună cu care a mărșăluit și a discutat plină de voioșie, conform mărturiilor celor prezenți). După trecerea coloanei prin fața tribunei oficiale, a părăsit rândurile demonstranților, pentru a se urca la a doua tribună, cea rezervată activiștilor de partid și delegațiilor străine. A luat loc lângă Nikita Hrușciov, cu care s-a întreținut puțin. A doua zi a fost organizată o recepție, de unde Stalin și Nadejda au sosit separat acasă, în apartamentul din Kremlin. Cei doi soți dormeau separat: ea în dormitor, el în birou sau într-o cămăruță alăturată sufrageriei, unde se afla și telefonul direct cu guvernul. 
Dimineața, administratoarea a găsit-o pe Nadejda moartă lângă pat, într-o baltă de sânge, cu un pistol alături. Speriată, aceasta a chemat dădaca copiilor și, amândouă au suit-o în pat. Cum femeile nu aveau curajul să-l trezească pe Stalin să-i dea vestea, i-au sunat pe Polina Molotova (prietena Nadejdei) și pe Abel Enukidze. Acesta l-a anunțat pe Stalin: Iosif, Nadia nu mai este printre noi...
Există nenumărate teorii și zvonuri care au fost și mai sunt încă vehiculate cu privire la cauzale morții Nadejdei:
1. Sinuciderea din gelozie, sau ca formă de protest față de firea brutală a soțului ei, sau față de politica de colectivizare care făcea atâtea victime;
2. Asasinat ordonat de adversarii lui Stalin, adversari cu care Nadejda ar fi avut legături oculte și care s-ar fi temut să nu fie trădați, (membri ai așa-numitului Partid Industrial, cărora li s-a intentat un proces-spectacol tipic acelor vremuri, unii dintre acuzați fiind profesorii Nadejdei de la Academia Industrială, unde ea încerca să-și desăvârșească studiile);.
3. Asasinat ordonat de Stalin, sau făptuit chiar de el, datorită legăturilor vinovate de dragoste dintre Nadejda și Iakov, fiul lui Stalin din prima căsătorie. (Ca dovada ar fi faptul că, în timpul războiului, când Iakov a căzut prizonier la germani, tatăl său a refuzat orice demers pentru a-l elibera. Iakov a murit într-un lagăr german).
4. Mai există un zvon legat atât de libertinajul cunoscut al Olgăi Allilueva, cât și de faptul că Stalin a locuit o vreme, în 1900 (cu un an înaintea nașterii fetei), în casa soților Alliluiev. Dacă se presupune că Nadejda ar fi putut fi fiica lui Stalin, atunci când aceasta ar fi aflat de legătura incestuasă pe care o avea, și-ar fi pus capăt zilelor.

Fiica ei, Svetlana Allilueva, a devenit mai târziu un scriitor important.